# Битва у Стонгебру
Битва у Стонгебру (швед. Slaget vid Stångebro) или сражение при Линчёпинге — сражение, произошедшее 25 сентября 1598 года между войсками герцога Карла Сёдерманландского (в будущем — короля Швеции Карла IX, с 1595 года — регента Швеции вместо отсутствующего короля Сигизмунда III) и польско-шведского короля Сигизмунда III (Короля польского и Великого князя литовского, а с 1594 года — Короля шведского). Карл Сёдерманландский приходился Сигизмунду III родным дядей.
Стонгебру представлял собой местность к северу от Линчёпинга, где были перекинуты два моста через речку Стонгон. 25 сентября 1598 года здесь произошло сражение между войсками Карла Сёдерманландского и Сигизмунда III. С обеих сторон участвовало примерно по 8 тысяч человек.
Когда утром 25 сентября войска герцога Карла подошли с востока, армия Сигизмунда вышла из города и встретила их у этих мостов. Густой туман помог скрыть передвижения войск от врагов. Обе армии включали небольшие отряды кавалерии.
Герцог первым напал. Он одержал быструю победу при Стора-Стонгебру и двинул свои войска к Лилле-Стонгебру, где силы Сигизмунда достигли восточного берега и заняли хорошую позицию. Войска герцога отошли на холм, где последовали ожесточенные бои. Конница Сигизмунда не участвовала в этом бою, что привело к верной победе герцога Карла.
В этот момент Сигизмунд попросил о перемирии, которое было принято. Согласно пропаганде герцога Карла, его потери были небольшими, всего около 40 убитых и чуть более 200 раненых, а король Сигизмунд потерял 2000 солдат, многие из них утонули в реке при отступлении.
Результатом сражения стала выдача королём бежавших в Польшу членов риксрода и заключение договора, в котором Сигизмунд обязался управлять государством согласно данной им во время коронации клятве. Король также обещал в течение четырёх месяцев созвать риксдаг и распустить свои войска. Фактически же поражение у Стонгебру означало для Сигизмунда утрату шведской короны.